# Kallon Football Club
Maillots
Le Kallon Football Club est un club de football sierra-léonais basé à Freetown, la capitale du pays.
Le club s'appelait le Sierra Fisheries  FC jusqu'en 2002. Il fut alors acheté pour 30 000 $ par le joueur Mohamed Kallon, ancien attaquant de l'AS Monaco et de l'Inter de Milan. Rodney Strasser, formé au club, joue par la suite au Milan AC.

## Palmarès
- Sierra Leone National Premier League
  - Champion : 1982, 1986, 1987 et 2006

- Sierra Leonean FA Cup
  - Champion : 1986 et 2007